# Życie na przedmieściach
Życie na przedmieściach (ang. Surviving Suburbia, 2009) – amerykański serial komediowy nadawany przez stację ABC od 6 kwietnia do 7 sierpnia 2009 roku. W Polsce premiera serialu odbyła się 7 września 2009 roku na kanale Universal Channel.

## Opis fabuły
Idylliczna atmosfera amerykańskiego przedmieścia to tylko pozory, o czym przekona się rodzina Pattersonów – Steve (Bob Saget), Anne (Cynthia Stevenson), Henry (Jared Kusnitz) i Courtney (Genevieve Hannelius), gdy po sąsiedzku zamieszkają nowi lokatorzy.

## Obsada
- Bob Saget jako Steve Patterson
- Cynthia Stevenson jako Anne Patterson
- Jared Kusnitz jako Henry Patterson
- Genevieve Hannelius jako Courtney Patterson
- Jere Burns jako doktor Jim
- Dan Cortese jako Onno
- Lynsdey Jolly jako Jenna
- Lorna Scott jako Monica
- Melissa Peterman jako pani Muncie